# Nespecifické střevní záněty s velmi časným nástupem
Nespecifické střevní záněty s velmi časným nástupem (Very early onset inflammatory bowel disease, VEOIBD) jsou druhem nespecifického střevního zánětlivého onemocnění. Jsou typické pro děti mladší než 6 let. V rámci této skupiny můžeme ještě rozlišovat dvě podskupiny podle věku nástupu a to: novorozenecký (u dětí mladších než 1 měsíc) a kojenecký nespecifický střevní zánět (u dětí mladších než 2 roky).

## Příčiny vzniku
Nespecifické střevní záněty, např. Crohnova choroba nebo ulcerózní kolitida, jsou chronická onemocnění zasahující gastrointestinální trakt. Výzkumy ukazují, že příčinou mohou být jak podmínky prostředí, tak i genetické faktory. V případě monogenních poruch tvoří většinu pacientů právě děti s VEOIBD. Příčinou bývá kauzální mutace zasahující epiteliální bariéru střeva (COL7A1, FERMT1), vrozenou imunitu (CYBB, G6PC3), ale také imunitu adaptivní (IL10, IL10RA, FOXP3).

## Klinická charakteristika pacientů
Pacienti s nespecifickými střevními záněty s velmi časným nástupem mají často velmi závažný průběh onemocnění a špatně reagují na standardní léčbu. Často také mívají symptomy i mimo gastrointestinální trakt, např. zvětšenou slezinu a játra, léze na kůži, onemocnění dýchacího traktu nebo poruchy štítné žlázy a krvetvorby.
Na druhou stranu ale známe i případy, kdy mají příznaky nespecifických střevních zánětu i pacienti trpící jinými primárními imunodeficity. Např. se jedná o pacienty s IPEX syndromem, Wiskott-Aldrich syndromem, XIAP syndromem nebo chronickou granulomatosou.